# Marble Cliff (Ohio)
Marble Cliff es una villa ubicada en el condado de Franklin en el estado estadounidense de Ohio. En el Censo de 2010 tenía una población de 573 habitantes y una densidad poblacional de 831,72 personas por km².

## Geografía
Marble Cliff se encuentra ubicada en las coordenadas 39°59′8″N 83°3′41″O / 39.98556, -83.06139. Según la Oficina del Censo de los Estados Unidos, Marble Cliff tiene una superficie total de 0.69 km², de la cual 0.69 km² corresponden a tierra firme y (0%) 0 km² es agua.

## Demografía
Según el censo de 2010, había 573 personas residiendo en Marble Cliff. La densidad de población era de 831,72 hab./km². De los 573 habitantes, Marble Cliff estaba compuesto por el 97.91% blancos, el 0.52% eran afroamericanos, el 0% eran amerindios, el 1.05% eran asiáticos, el 0% eran isleños del Pacífico, el 0.17% eran de otras razas y el 0.35% pertenecían a dos o más razas. Del total de la población el 1.57% eran hispanos o latinos de cualquier raza.